# IC 4601
IC 4601 è una nebulosa a riflessione visibile nella costellazione dello Scorpione.
Si individua nella parte settentrionale della costellazione, al confine con l'Ofiuco; nel cielo serale è visibile da maggio ad ottobre. Si tratta di un sistema nebuloso illuminato dall'intensa radiazione delle stelle presenti nelle sue vicinanze, fra le quali la più brillante è HD 147010, una gigante blu variabile Alfa2 Canum Venaticorum con una magnitudine media attorno a 7,40; la massa gassosa più prossima a questa stella è catalogata indipendentemente con la sigla vdB 102. Altre stelle che concorrono all'illuminazione della nube sono HD 147013, una stella binaria con componenti di magnitudine 7,5 e 8,4.
IC 4601 costituisce la parte illuminata di un grande complesso di gas oscuri che si estende in direzione nordest, noto come B41; altre parti di questo complesso vengono illuminate da altre stelle, come la sezione che dà origine alla nebulosa a riflessione IC 4592. La distanza di questa nube è di circa 140 parsec (456 anni luce) e si colloca in una regione molto ricca di polveri interstellari, fra le stelle dell'Associazione Scorpius OB2 e la Nube di Rho Ophiuchi.